# Бієло-Полє
Бієло-Полє (чорн. Бијело Поље/Bijelo Polje) — місто в Чорногорії, адміністративний центр однойменної общини. 

## Географія
Місто розташоване на північному сході Чорногорії, на висоті 550 м над рівнем моря, в долині річки Лім.

## Населення
Чмсельність населення — 13,117 (2011)
.
Розподіл населення за національністю за даними перепису 2003 року:
| Мова           | Відсоток |
| -------------- | -------- |
| боснійці       | 22,76%   |
| серби          | 60,19%   |
| чорногорці     | 20,01%   |
| роми           | 0,27%    |
| хорвати        | 0,16%    |
| албанці        | 0,13%    |
| югослави       | 0,09%    |
| македонці      | 0,08%    |
| німці          | 0,05%    |
| росіяни        | 0,03%    |
| словенці       | 0,03%    |
| не визначилися | 1,17%    |

## Відомі особистості
уродженці
- Міодраґ Булатович — сербський письменник, що писав сербською мовою.
- Марко Вешович — чорногорський та боснійський письменник.
- Душко Іванович —  югославський та чорногорський професійний баскетболіст, баскетбольний тренер.
- Радомир Джалович —  чорногорський футболіст, нападник.
- Емір Куйович — шведський футболіст, нападник.
- Фуад Музурович — боснійський футболіст та тренер.
- Никола Пекович — чорногорський баскетболіст.
- Марко Раконьяц —  чорногорський футболіст, нападник.

## Міста-побратими
- Біла Церква, Україна (2 квітня 2011)[5]
- Маарду, Естонія

## Галерея

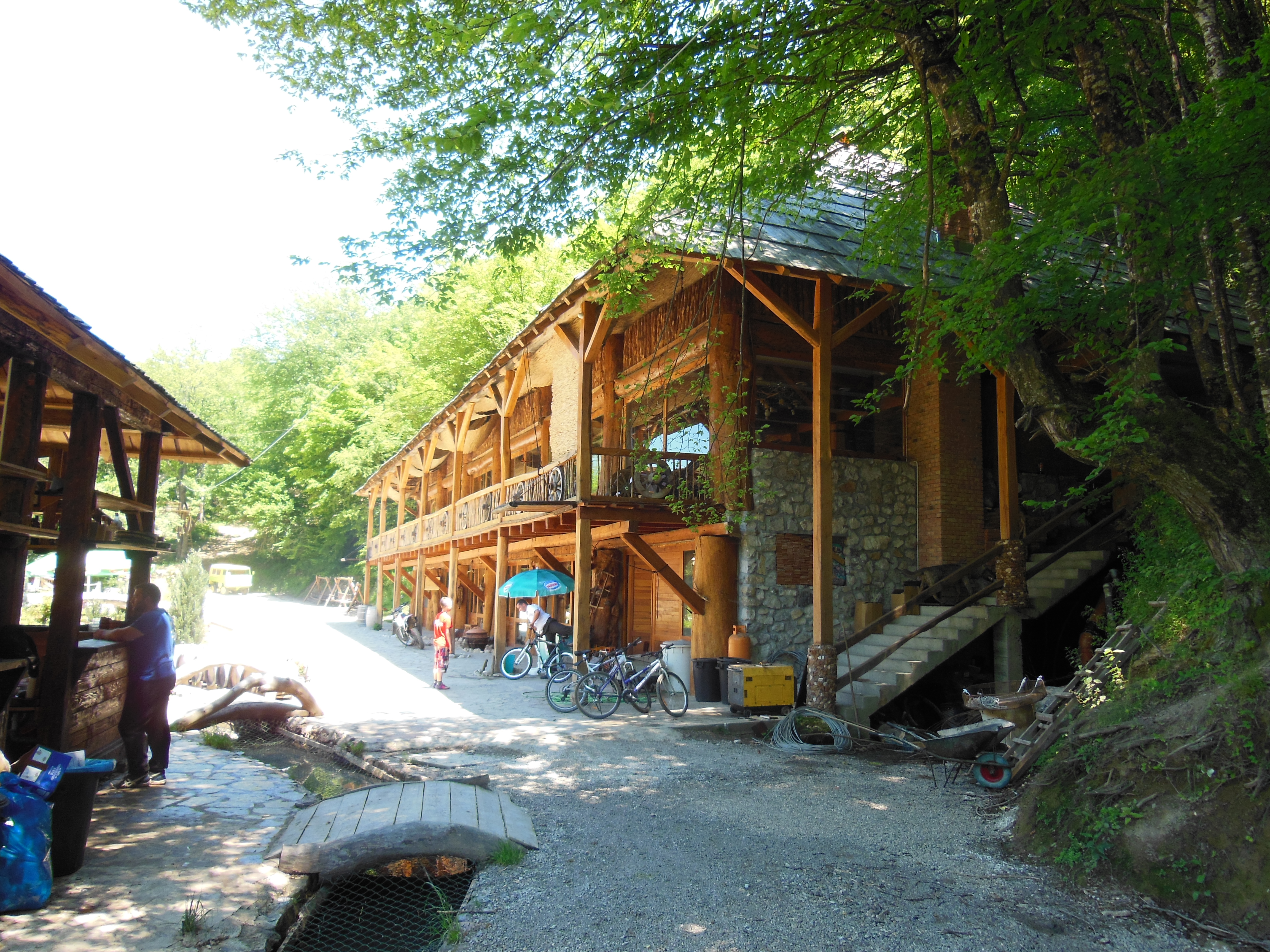
Етносело Вукович
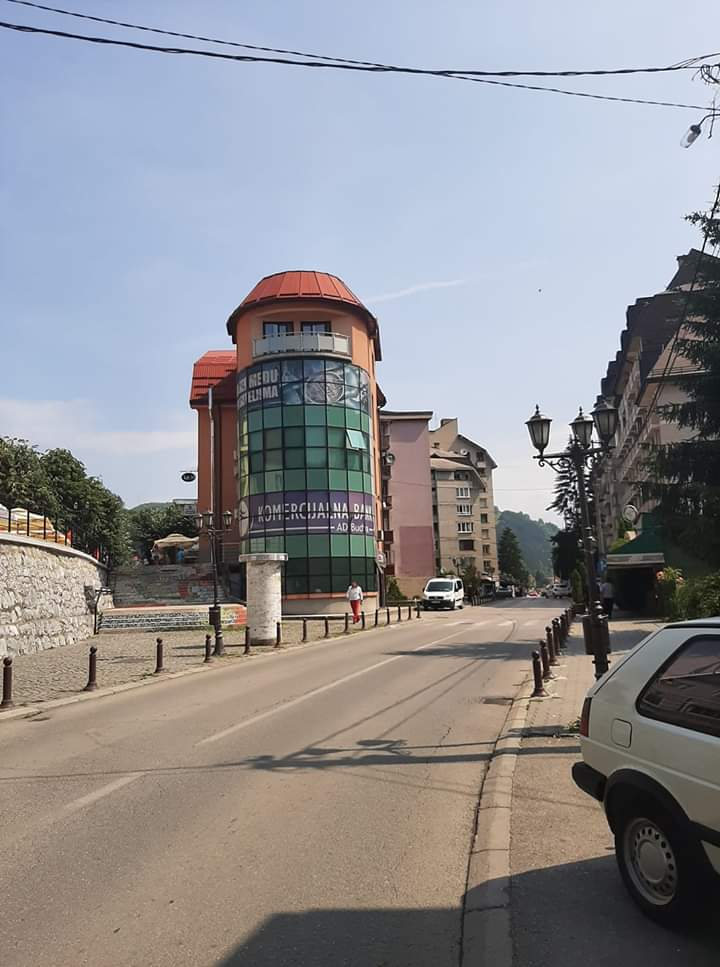
Вулиця міста
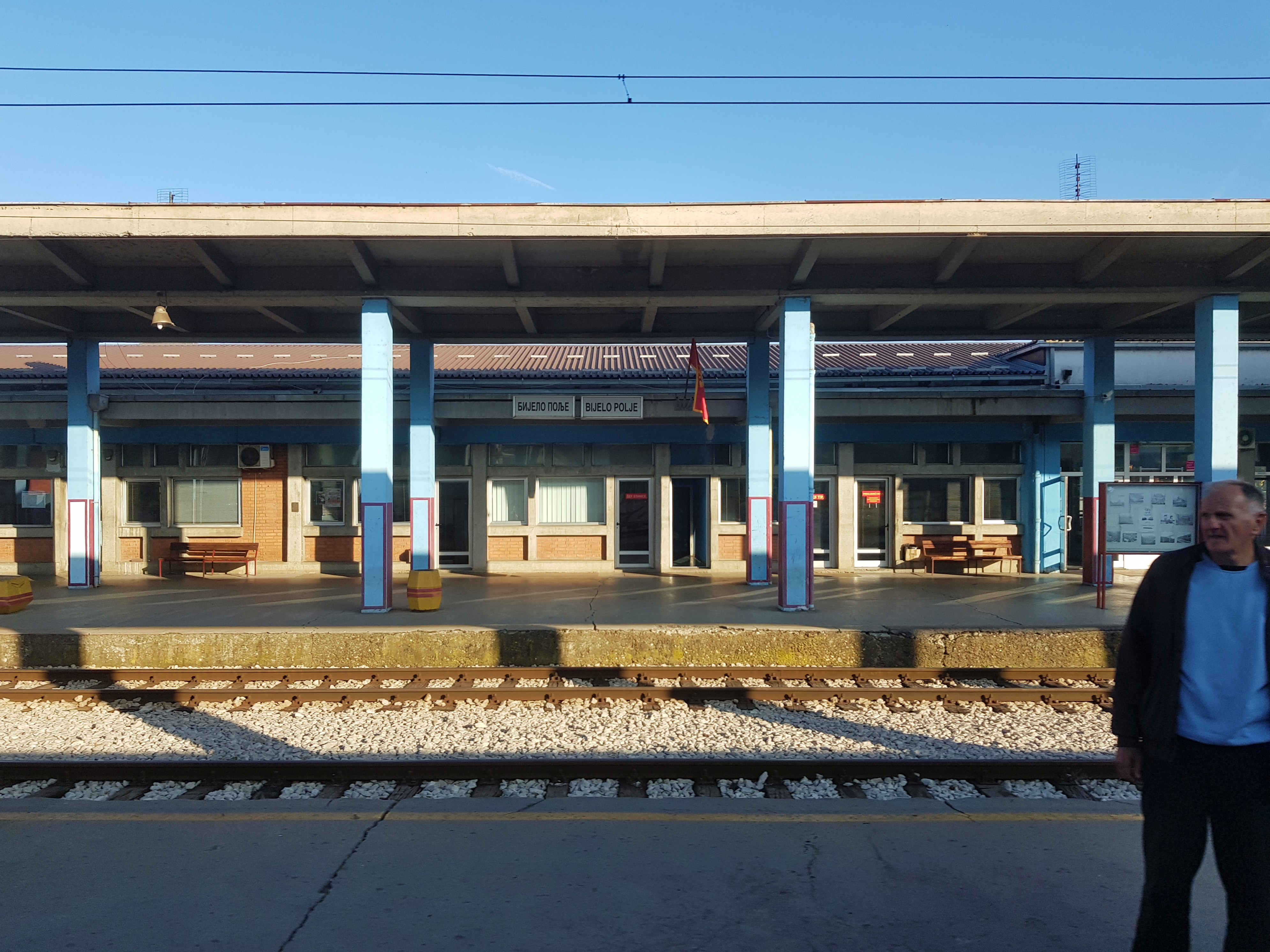
Вокзал
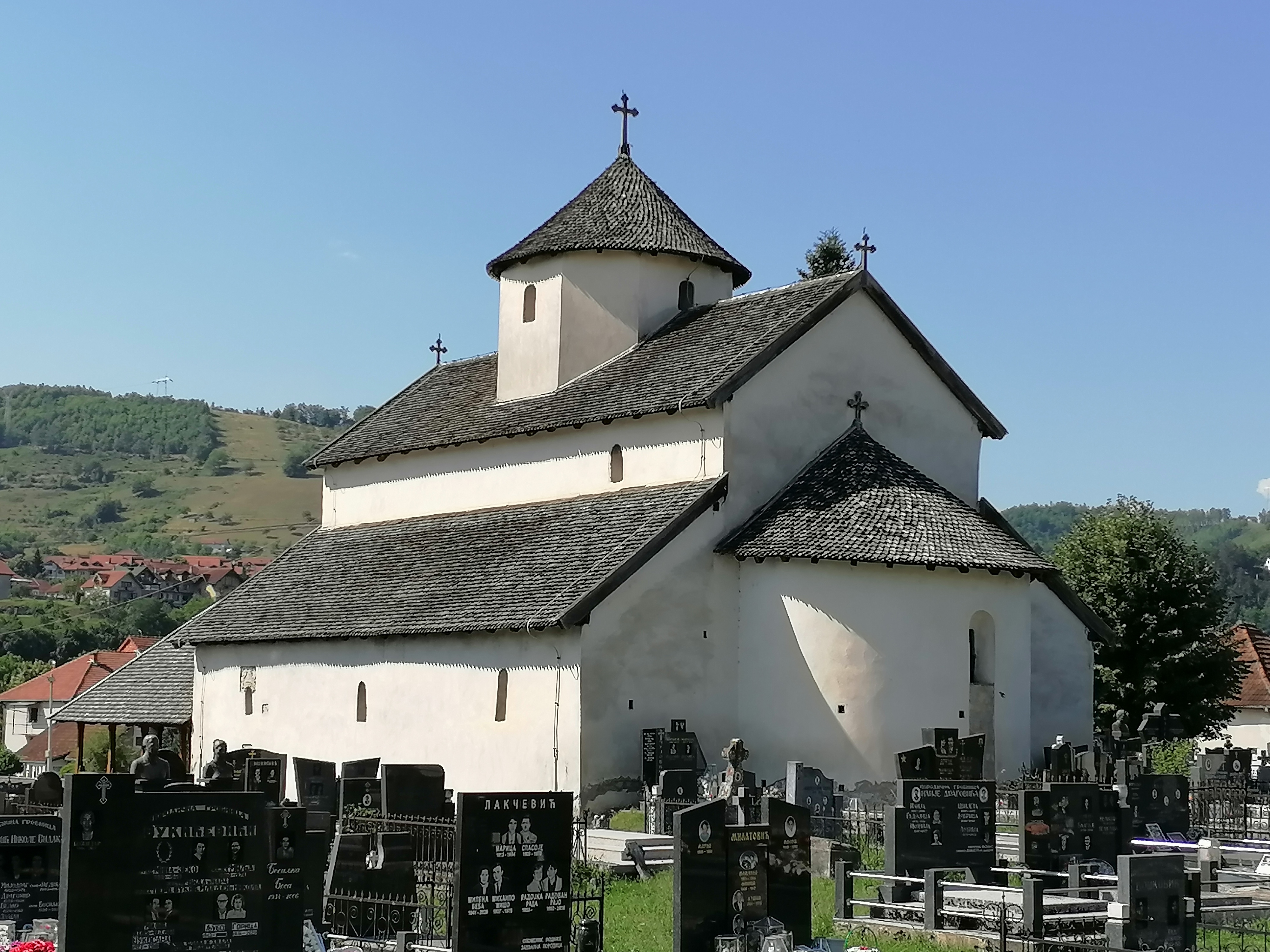
Церква Святого Миколая
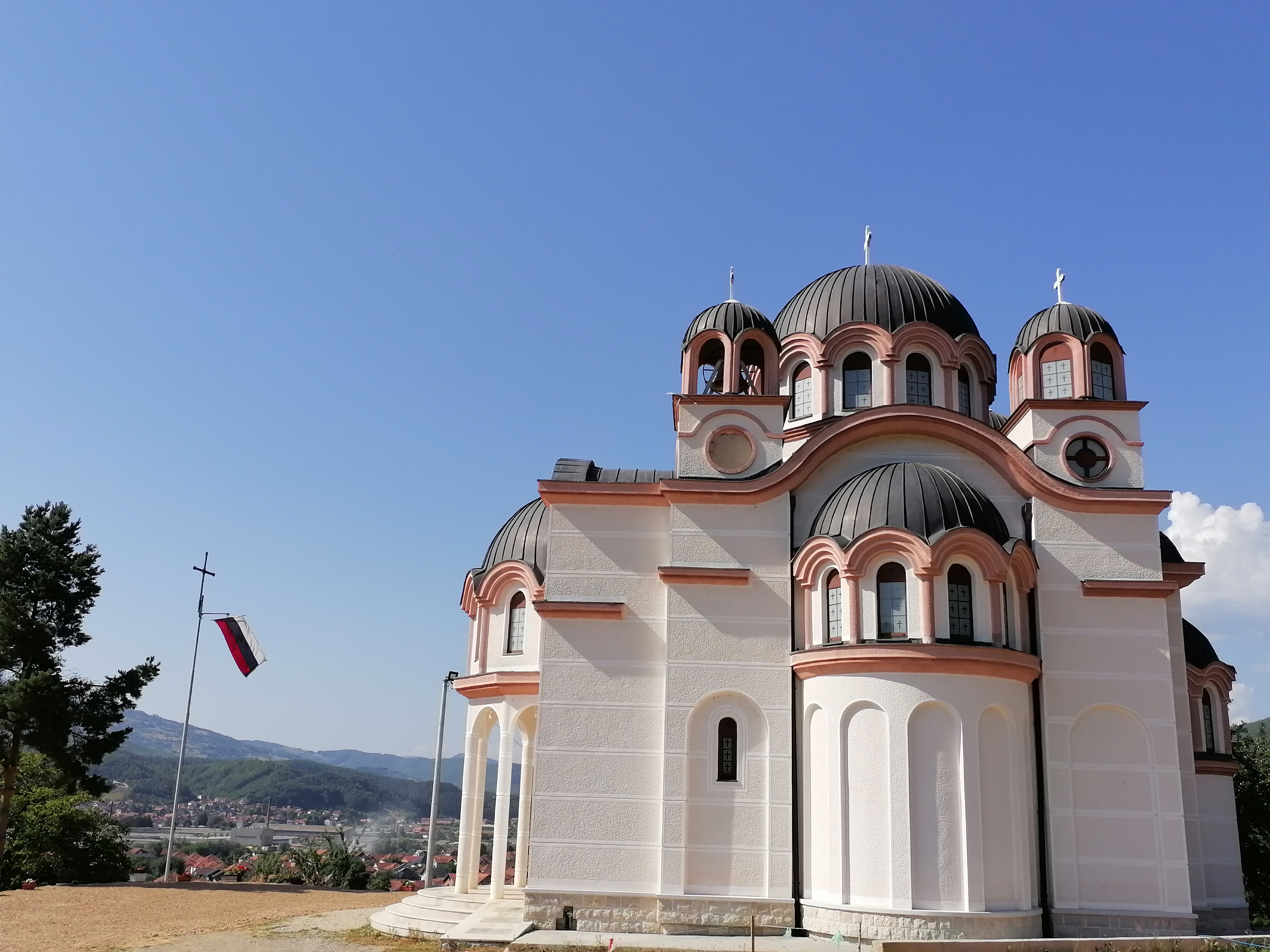
Церква Святої Петки (Параскеви)
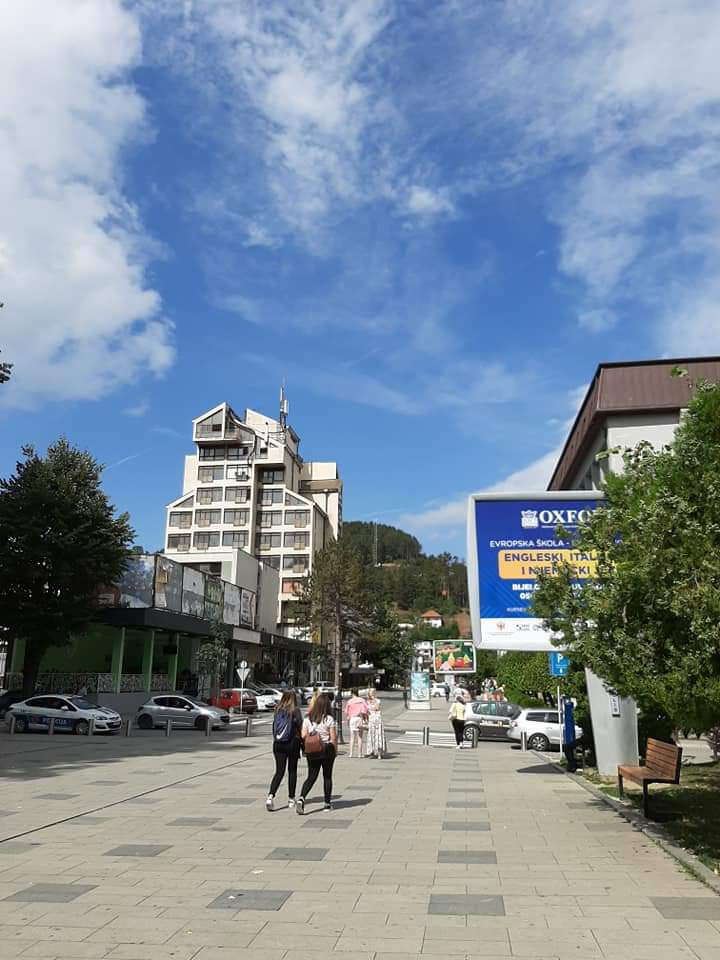
Вулиця міста
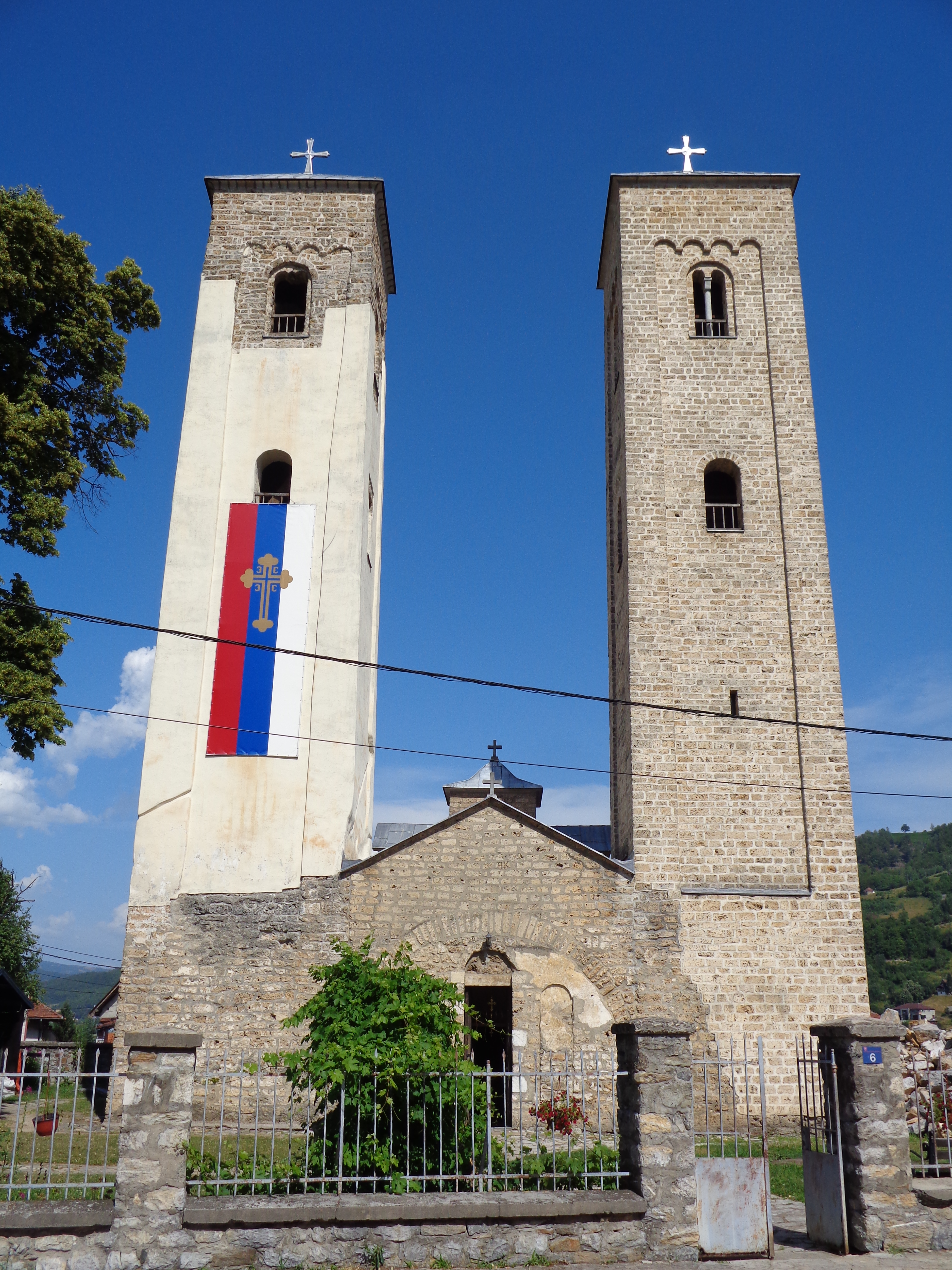
Церква Святих апостолів Петра і Павла